# Феофано Афінська
Феофано Афінська (*Θεοφανώ, д/н, Афіни — після 811) — візантійська імператриця, дружина імператора Ставракія.

## Життєпис
Походила з місцевої знаті. Була родичкою імператриці Ірини, матері Костянтина VI. Про дату та молоді роки нічого невідомо. Стає нареченою константинопольського аристократа. Втім імператор Никифор I вирішив видати Феофану заміж за свого сина Ставракія задля зміцнення становища нової династії. Шлюб відбувся 20 грудня 807 року.
Намагалася підтримувати іконошанування та протидіяти спробам відродження політики іконоборства, втім, її впливу було недостатньо. У 811 році у битві з болгарами при Вирбиському проході загинув імператор Никифор і чоловік Феофани стає новим імператором. Феофані було надано титул Августи. Втім той дістав важкі поранення й не міг виконувати свої обов'язки. Тому спочатку планувалося передати трон Феофані, наслідуючи практику її родички Ірини. Втім зрештою Ставракій зрікся трону на користь  Михайла Рангаве, чоловіка своєї сестри Прокопії. Тоді ж відмовилася від свого титулу і Феофано.
Разом з чоловіком вона поселилася у передмісті Константинополя. Слідом за смертю Ставракія заснувала монастир Та Гебраїка. Дата її смерті невідома. Феофано похована у монастирі Св. Трійці у Константинополі.